# Джалаладдин Давани
Джалаладдин Давани (перс.  جلال‌الدین دوانی‎), полное имя Алламе Джалаладдин Мохаммад Давани Казеруни Сиддики (перс.   علامه جلال‌الدین محمد دوانی  کازرونی  صدیقیى‎;
1426 — 1502) — выдающийся персидский философ
, богослов, правовед и поэт XV века.

## Детство и юность
Отец лично занимался обучением Давани, дав ему начальные знания о философии, математике, богословии и персидском языке. Будучи подростком, Давани переехал в Шираз, где изучал теологию, философию, логику, исламское право и хадисы под руководством известных преподавателей, таких как Хомам ад-Дин Гольбари и Сафи ад-Дин Иджи.
В это время Юсуф, сын Джаханшаха Кара-Коюнлу, назначил Давани религиозным руководителем в одной из мечетей Шираза. В это время он приступил к написанию произведения «Величественные манеры» (перс.  اخلاق جلالی‎) — этического трактата, посвященного Озун Хасану Ак-Коюнлу. Позже было написано произведение «Арз-наме» (перс.  عرض نامه‎), посвященное шаху того периода Халилу.

## Взгляды
В 1478 году Давани был назначен главным судьей провинции Фарс, на этом посту он работал до 1490 года. Кроме тесных отношений с туркменскими правителями Шираза, он также был связан с Абу Саидом, судьей династии Тимуридов.
Склонность Давани к суфизму, появившаяся в тот период, стала предметом дальнейших споров. До того, как шах Измаил захватил Тебриз в 1501 году и сделал иснаашаритский шиизм государственной религией своих владений, Давани ссылался на Озун Хасана как на «посланника на пути к Богу». В книге «Величественные манеры», завершенной в 1475 году, он описывает султана как «тень Бога, халифа Бога и представителя Пророка». Когда у Давани спросили, кто является «имамом эпохи», он сказал, что для суннитов это султан Якуб, а для шиитов — двенадцатый имам Мухаммад ибн аль-Хасан аль-Махди. Однако всего за два года до этого Давани написал одно из своих важнейших произведений «Шарх-е акайед-е азоди» (перс.  شرح عقاید عضدی‎), где он открыто критикует шиизм в частности и ислам в целом.
В более поздних источниках, однако, утверждалось, что Давани соблюдал такию, один из руководящих принципов шиизма. Он утверждал, что пришел к шиизму после того, как ему пришло видение с двенадцатым имамом во время поездки в Наджаф.

## Произведения
Давани написал более 60 книг по теологии, философии, логике, юриспруденции, математике, этике, персидской литературе и оккультным наукам. Многие из них посвящались конкретным правителям эпохи. Главным произведением автора считают противоречивый труд «Шарх-е акайед-е азоди», который по сей день является важным трактатом для суфистов.
Несколько книг по философии ишракизма (одно из направлений суфизма) Давани посвятил султану Махмуду I, правителю Гуджарата, и султану Османской империи Баязиду II.